# Macroteleia tuberata
Macroteleia tuberata är en stekelart som beskrevs av Kononova och Pyotr N.Petrov 2003. Macroteleia tuberata ingår i släktet Macroteleia och familjen Scelionidae. Inga underarter finns listade i Catalogue of Life.